# Ролс-Спрінгс (Міссісіпі)
Ролс-Спрінгс (англ. Rawls Springs) — переписна місцевість (CDP) в США, в окрузі Форрест штату Міссісіпі. Населення — 1202 особи (2020).

## Географія
Ролс-Спрінгс розташований за координатами 31°23′0″ пн. ш. 89°23′11″ зх. д. / 31.38333° пн. ш. 89.38639° зх. д. (31.383390, -89.386459).  За даними Бюро перепису населення США в 2010 році переписна місцевість мала площу 4,76 км², з яких 4,73 км² — суходіл та 0,03 км² — водойми.

## Демографія
Згідно з переписом 2010 року, у переписній місцевості мешкали 1254 особи в 472 домогосподарствах у складі 332 родин. Густота населення становила 264 особи/км².  Було 504 помешкання (106/км²).
Расовий склад населення:
| - 58,9 % — чорних або афроамериканців - 37,4 % — білих - 0,9 % — вихідців з тихоокеанських островів - 0,6 % — азіатів |

До двох чи більше рас належало 2,2 %. Частка іспаномовних становила 1,1 % від усіх жителів.
За віковим діапазоном населення розподілялося таким чином: 27,2 % — особи молодші 18 років, 62,9 % — особи у віці 18—64 років, 9,9 % — особи у віці 65 років та старші. Медіана віку мешканця становила 33,8 року. На 100 осіб жіночої статі у переписній місцевості припадало 83,6 чоловіків;  на 100 жінок у віці від 18 років та старших — 78,7 чоловіків також старших 18 років.
За межею бідності перебувало 36,2 % осіб, у тому числі 38,5 % дітей у віці до 18 років та 13,8 % осіб у віці 65 років та старших.
Цивільне працевлаштоване населення становило 343 особи. Основні галузі зайнятості: виробництво — 41,4 %, освіта, охорона здоров'я та соціальна допомога — 18,4 %, роздрібна торгівля — 10,8 %, будівництво — 9,3 %.